# Rétsági járás
A Rétsági járás Nógrád vármegyéhez tartozó járás Magyarországon, amely 2013-ban jött létre. Székhelye Rétság. Területe 435,03 km², népessége 23 798 fő, népsűrűsége pedig 55 fő/km² volt 2013 elején. 2013. július 15-én egy város (Rétság) és 24 község tartozott hozzá.
A Rétsági járás a járások 1983. évi megszüntetése előtt is létezett, ezen a néven az 1950-es járásrendezéstől kezdve. Korábbi neve Nógrádi járás volt, de székhelye az állandó járási székhelyek kijelölése (1886) óta Rétság volt.

## Települései
| Település    | Rang (2013. július 15.) | Közös hivatal | Kistérség (2013. január 1.) | Népesség (2013. január 1.) | Terület (km²) |
| ------------ | ----------------------- | ------------- | --------------------------- | -------------------------- | ------------- |
| Rétság       | járásszékhely város     |               | Rétsági                     | 2 777                      | 19,81         |
| Alsópetény   | község                  | Nézsa         | Rétsági                     | 595                        | 19,68         |
| Bánk         | község                  | Borsosberény  | Rétsági                     | 650                        | 9,9           |
| Berkenye     | község                  | Berkenye      | Rétsági                     | 614                        | 13,46         |
| Borsosberény | község                  | Borsosberény  | Rétsági                     | 980                        | 20,26         |
| Diósjenő     | község                  |               | Rétsági                     | 2 768                      | 57,5          |
| Felsőpetény  | község                  | Nőtincs       | Rétsági                     | 590                        | 14,5          |
| Horpács      | község                  | Nagyoroszi    | Rétsági                     | 172                        | 6,72          |
| Keszeg       | község                  | Szendehely    | Rétsági                     | 615                        | 9,95          |
| Kétbodony    | község                  | Kétbodony     | Rétsági                     | 460                        | 13,05         |
| Kisecset     | község                  | Kétbodony     | Rétsági                     | 160                        | 8,62          |
| Legénd       | község                  | Nézsa         | Rétsági                     | 432                        | 18,41         |
| Nagyoroszi   | község                  | Nagyoroszi    | Rétsági                     | 2 143                      | 40,03         |
| Nézsa        | község                  | Nézsa         | Rétsági                     | 1 092                      | 18,67         |
| Nógrád       | község                  | Berkenye      | Rétsági                     | 1 389                      | 29,54         |
| Nógrádsáp    | község                  | Kétbodony     | Rétsági                     | 833                        | 15,46         |
| Nőtincs      | község                  | Nőtincs       | Rétsági                     | 1 053                      | 20,47         |
| Ősagárd      | község                  | Nőtincs       | Rétsági                     | 288                        | 10,92         |
| Pusztaberki  | község                  | Nagyoroszi    | Rétsági                     | 128                        | 6,85          |
| Romhány      | község                  |               | Rétsági                     | 2 127                      | 25,47         |
| Szátok       | község                  | Kétbodony     | Rétsági                     | 618                        | 8,95          |
| Szendehely   | község                  | Szendehely    | Rétsági                     | 1 515                      | 10,04         |
| Szente       | község                  | Kétbodony     | Rétsági                     | 329                        | 7,53          |
| Tereske      | község                  | Kétbodony     | Rétsági                     | 714                        | 17,03         |
| Tolmács      | község                  | Borsosberény  | Rétsági                     | 756                        | 12,21         |